# John C. Stennis

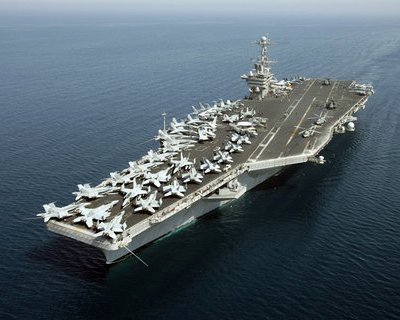
La portaerei John C. Stennis

John Cornelius Stennis (Contea di Kemper, 3 agosto 1901 – Jackson, 23 aprile 1995) è stato un politico statunitense, senatore per il Mississippi dal 1947 al 1989.

## Biografia
Dopo aver studiato alla Mississippi State University, nel 1928 si laureò in legge all'Università della Virginia di Charlottesville. Prima di laurearsi fu eletto alla Camera dei rappresentanti del Mississippi, mantenendo la carica fino al 1932. Fu anche un pubblico ministero (dal 1932 al 1937) e un giudice (dal 1937 al 1947).
Stennis era un democratico, e nel 1947 fu eletto al Senato per lo Stato del Mississippi. Mantenne il seggio di senatore per 42 anni, fino al suo ritiro nel 1989.
Nel 1973 fu vittima di un agguato a scopo di rapina al di fuori della sua abitazione a Washington; fu colpito da due proiettili e rischiò la vita.
Nel 1987 fu eletto Presidente pro tempore del Senato. Ricoprì anche altre cariche importanti, tra cui la presidenza del Comitato senatoriale per le Forze Armate dal 1969 al 1980. Per i notevoli risultati ottenuti come presidente di tale comitato venne chiamato "Father of America's Modern Navy".
Stennis rinunciò a ricandidarsi nelle elezioni del 1988 per il rinnovo del Senato, e si ritirò l'anno successivo. Non aveva perso un'elezione per un periodo di 60 anni. Tornò nel Mississippi, dove divenne insegnante alla Mississippi State University. Morì a Jackson, la capitale del Mississippi, all'età di 93 anni. Ricevette sepoltura nel cimitero di Pinecrest a De Kalb, Mississippi.

## Riconoscimenti
A suo nome sono stati intitolati vari istituti americani, tra cui il John C. Stennis Space Center, centro di collaudo dei razzi vettori della NASA, e la portaerei USS John C. Stennis (CVN-74), della classe Nimitz.